# Бекефи, Альфред Фёдорович
Альфре́д Фёдорович Беке́фи (29 декабря 1843, Пешт, Королевство Венгрия — 8 августа 1925, Ленинград или Москва) — артист балета. Много работал в России: артист балета московского Большого (1876—1883) и петербургского Мариинского (1883—1905) театров.

## Биография
По происхождению венгр. Настоящее имя при рождении Аладар, русифицированно назывался: Аладар Фридрихович.
Родился в Венгрии в семье балетмейстера Фридриха Бекефи 29 декабря 1843 года (11 января 1844). С детства занимался танцами. С раннего возраста принимал участие в гастролях по городам Европы.
В 1865 году впервые приехал гастролировать в Россию, где его выступления в частных театрах продолжились до окончания сезона в 1866 году.
Приехав в Москву в 1876 году, он выступал на сцене московского Большого театра до 1883 года, став танцовщиком балетной труппы императорского театра. Получилось так, что в этот период он стал участником двух премьер «Лебединого озера».
Как известно, считают, что самая первая постановка этого всемирно известного балета П. Чайковского, прошедшая 4 марта 1877 года на сцене Большого театра в хореографии Юлиуса Резингера, была, наряду с музыкой, признана неудачей, хотя критикой и были положительно отмечены некоторые исполнители, а сама постановка долгое время сохранялась на сцене театра. В этой постановке Бекефи исполнял венгерский танец. В 1882 году балетмейстер Йозеф Гансен возобновил и частично отредактировал старый спектакль. В постановке 1882 года Альфред Бекефи выступил в партии Зигфрида.
Впоследствии балетмейстеры Л. Иванов и М. Петипа, полностью переработав хореографию, создали балет-шедевр «Лебединое озеро».
В 1883 году Бекефи был переведён в Петербургскую императорскую труппу, где танцевал до января 1906 года.
Гастролировал в Париже, Монте-Карло, Милане, Риме, Мадриде, Вене.
За многолетнюю службу дважды был награждён золотыми медалями (1901, 1904). К этому времени относится интересный и редкий подарок, полученный им и через много лет ставший аукционным лотом. Это, как сообщает аукционный дом «Гелос», «лента с цветами флага Венгрии и выполненной золотым тиснением надписью: „Альфреду Бекефи 1901 XI 21 Отъ стараго пріятеля“. Россия, начало XX века. Длина 94 см, ширина 18 см. Незначительные потертости. Предмет представляет историческую ценность». Аукционеры делают предположение, что, вероятно, данная лента была преподнесена артисту после одного из представлений.

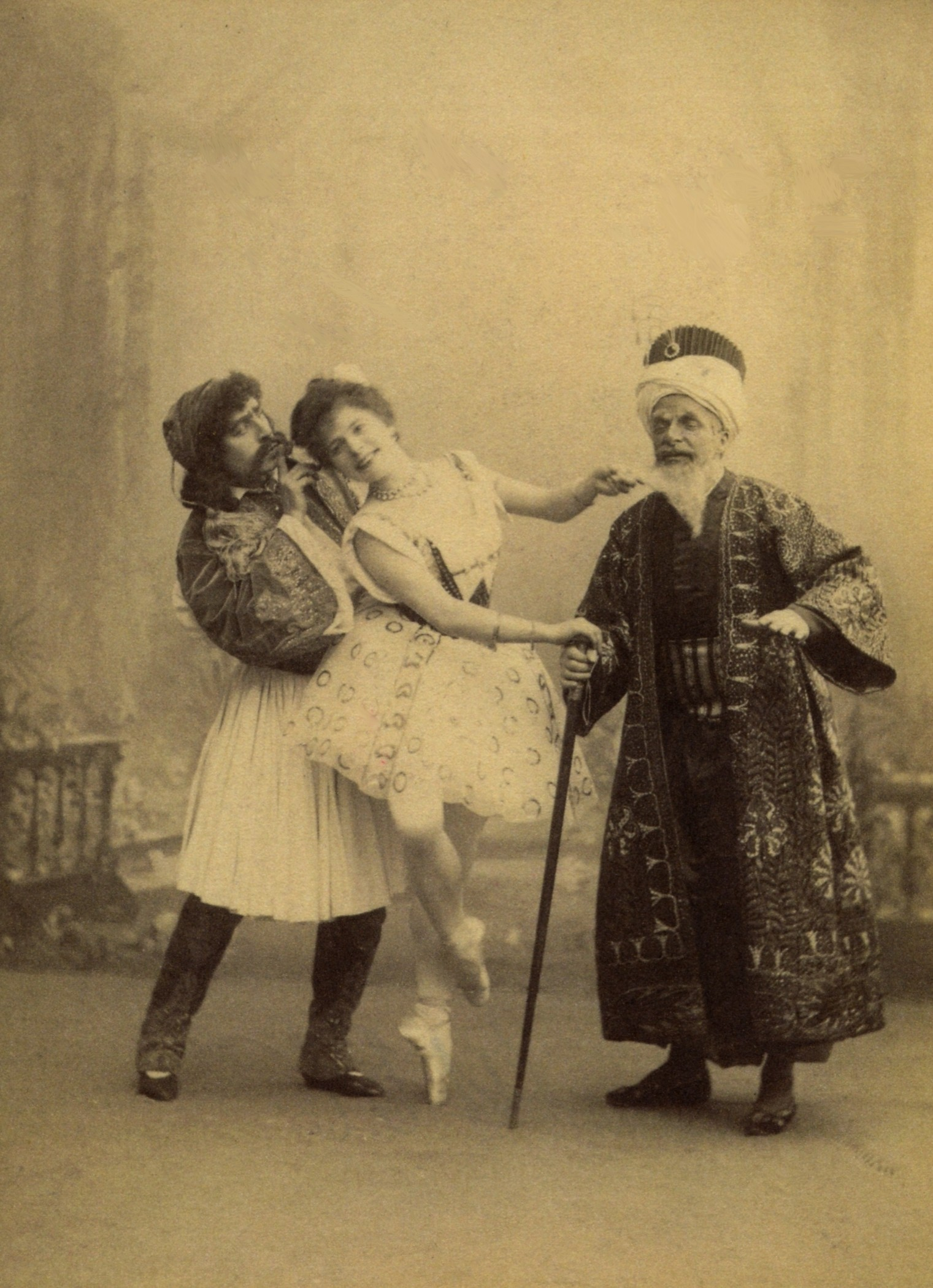
Сцена из балета «Корсар» в постановке М. Петипа, Санкт-Петербург, 1899. Пьерина Леньяни — Медора, Павел Гердт — Конрад (слева) и Альфред Бекефи — Саид Паша (справа). Костюмы исполнителей на этой фотографии послужили моделями при постановке балета «Корсар» в Большом театре в 2007 году

- 1877 — «Лебединое озеро», балетмейстер Юлиус Резингер — венгерский танец
- 1879 — «Дева ада», балетмейстер И. Хансен — принц Кадур
- 1881 — «Арифа», балетмейстер И. Хансен — Али-Бакум
- 1881 — «Зорайя, мавританка в Испании», балетмейстер М. И. Петипа — Тамарат
- 1882 — «Лебединое озеро», балетмейстер Йозеф Гансен — Зигфрид
- «Катарина, дочь разбойника» — танец сальтарелло
- «Конёк-Горбунок» — уральский танец
- «Грациелла», балетмейстер А. Сен-Леон — матлот (собственная постановка танца)
- «Бабушкина свадьба» — Бров
- 1886 — «Волшебные пилюли» — игра в серсо
- 1886 — «Приказ короля» — танец трубадуров
- «Руслан и Людмила». Балетный акт в опере — лезгинка
- «Немая из Портичи» (балетный фрагмент в опере) — тарантелла
- 1886 — «Эсмеральда», балетмейстер М. И. Петипа по хореографии Ж.Перро — Квазимодо (критика подчёркивала исполнение этой партии как «особое достижение танцора»[5]
- 1887 — «Очарованный лес», балетмейстер Л. И. Иванов — Иося
- 1887 — «Гарлемский тюльпан» композитор Б. А. Фитингоф-Шеля, балетмейстер Л. И. Иванов — Андреас
- 1889 — «Талисман», балетмейстер М. И. Петипа — индус Наль
- 1890 — «Спящая красавица», балетмейстер М. Петипа — Кот в сапогах (первый исполнитель)[2]
- 1896 — «Привал кавалерии» — Ротмистр (первый исполнитель)[2]
- «Коппелия», балетмейстер А. Сен-Леон — танец
- «Маркитантка», возобновление хореографии А. Сен-Леон — танец
- 1898 — «Раймонда», балетмейстер М. Петипа — Палотас (первый исполнитель)[2]
- 1899 — «Эсмеральда», новая авторская редакция, балетмейстер М. И. Петипа — Квазимодо (уже исполнял ту же партию в предыдущих постановках)[6]
- 1899 — «Корсар», балетмейстер М. И. Петипа — Сеид-паша
- 1902 — «Дон Кихот». Балетмейстер М. Петипа — Эспада

и др.
Его партнёршами были М. М. Петипа, В. Цукки, О. И. Преображенская, М. Ф. Кшесинская.
Критика отмечает: «Ведущий характерный танцовщик и мастер пантомимы. Блестящий исполнитель испанских, цыганских танцев. Не имел равных в венгерских танцах в балетах»; «Был ярким характерным танцовщиком, внёс большой вклад в развитие характерного танца в русском балете. С большой чёткостью и выразительностью исполнял он чардаши, мазурки и другие танцы. Обладал мимическим дарованием»; «Считался несравненным исполнителем цыганских, испанских и особенно венгерских танцев. Пылкость и темперамент Б. в сочетании с элегантностью и благородством И. Кшесинского составили основу стиля петербургских характерных танцовщиков».
Критика особо подчёркивает его вклад в разработку характерного танца. Объединившись вместе с А. В. Ширяевым — тоже энтузиастом развития балетных реформаторских возможностей, они много работали над этой темой, значительно расширив набор характерных танцев в балетах, перерабатывая увиденное в странствиях, в народном плясе.
Прощальный бенефис Альфреда Бекефи состоялся в январе 1906 года. Он ещё какое-то время гастролировал по Европе, выступая в концертах, а с 1914 года перешёл на педагогическую работу и преподавал характерные танцы в Петербургском театральном училище. Среди учеников Касьян Голейзовский.
Архив артиста хранится: ЛГТМ, 24 ед. хр., 1888—1914.